# Bates (Oregon)
Bates az Amerikai Egyesült Államok északnyugati részén, Oregon állam Grant megyéjében elhelyezkedő önkormányzat nélküli település.
A fűrészüzem 1975-ig működött. Egykor 400-an is éltek itt.
A területet az állam 2008-ban megvásárolta, és parkot létesítettek.

## Éghajlat
A település éghajlata párás kontinentális (a Köppen-skála szerint Dfb).

## Fordítás
- Ez a szócikk részben vagy egészben  a   Bates, Oregon című angol Wikipédia-szócikk ezen változatának fordításán alapul.  Az eredeti cikk szerkesztőit annak laptörténete sorolja fel. Ez a jelzés csupán a megfogalmazás eredetét és a szerzői jogokat jelzi, nem szolgál a cikkben szereplő információk forrásmegjelöléseként.